# Start of Something New
«Start of Something New» es una canción de la película High School Musical y también es el track nª1 del disco High School Musical.
Es interpretada por los artistas Zac Efron y Vanessa Hudgens y la traducción del nombre dice: "Comienzo de Algo Nuevo".
La canción aparece en la película, cuando los protagonistas (Zac Efron y Vanessa Hudgens) cantan en un concurso de karaoke.